# Нашуа (город, Миннесота)
Нашуа (англ. Nashua) — город в округе Уилкин, штат Миннесота, США. На площади 8,9 км² (8,9 км² — суша, водоёмов нет), согласно переписи 2002 года, проживают 69 человек. Плотность населения составляет 7,7 чел./км².
- Телефонный код города — 218
- Почтовый индекс — 56565
- FIPS-код города — 27-44944[1]
- GNIS-идентификатор — 0648426[2]